# Ontario Rugby Union
Ne doit pas être confondu avec Ontario Rugby Football Union.
 Rugby Ontario  ou fédération de rugby à XV de l'Ontario, est une fédération  de rugby à XV canadienne. 
Elle administre la pratique du rugby à XV en Ontario, province du Canada. Rugby Ontario est formé de 4 comités (Toronto Rugby Union, Niagara Rugby Union, Eastern Ontario Rugby Union et South Western Ontario Rugby Union). La Marshall Premiership 1st Team, championnat interligue, représente le niveau le plus élevé du rugby en Ontario, complétée par la Marshall Premiership 2nd Team, championnat réserve, et suivie par la Marshall Championship 1st Team et la Marshall Championship 2nd Team, également championnat réserve. 
Par ailleurs, l' Eastern Ontario Rugby Union (EORU) organise la Senior Men's, la Niagara Rugby Union (NRU) supervise la Men's A Division et la Toronto Rugby Union gère la Senior Men’s. Les vainqueurs de chaque Branch Premier League se retrouvent à l'occasion de l'Intermediate Cup pour déterminer le participant au barrage contre le 8e de la Marshall Championship division.

## Liste des clubs masculins

### Marshall Premiership 1st Team
| - Balmy Beach - Date de création : 1955 - Ville : Toronto - Aurora Barbarians - Date de création : 1998 - Ville : Aurora - Markham Irish RC - Date de création : 1980 - Ville : Markham - Toronto Scottish RFC - Date de création : 1953 - Ville : Toronto | - Brantford Harlequins - Date de création : 1950 - Ville : Brantford - London St George's - Date de création : 1975 - Ville : Thames Center - Stoney Creek Rugby - Date de création : - Ville : Stoney Creek - Crusaders Rugby Club - Date de création : 1968 - Ville : Oakville |

### Marshall Championship 1st Team
| - Waterloo County RC - Date de création : 1960 - Ville : Cambridge - Ajax Wanderers RC - Date de création : - Ville : Ajax - Brampton Beavers RC - Date de création : 1962 - Ville : Brampton - Sarnia Saints RC - Date de création : 1958 - Ville : Sarnia | - Peterborough Pagans - Date de création : - Ville : Peterborough - Lindsay RFC - Date de création : 1978 - Ville : Lindsay - Toronto Nomads RC - Date de création : 1950 - Ville : Toronto - Oshawa Vikings RFC - Date de création : 1959 - Ville : Oshawa |

## Palmarès de laMarshall Premiership 1st Team
| Saison | Vainqueur            | Score   | Finaliste        |
| ------ | -------------------- | ------- | ---------------- |
| 1950   | Brantford Harlequins | -       | -                |
| ...    | -                    | -       | -                |
| 1960   | Toronto Nomads RC    | -       | -                |
| ...    | -                    | -       | -                |
| 1982   | Ottawa Irish         | -       | -                |
| ...    | -                    | -       | -                |
| 2013   | Markham Irish        | -       | -                |
| 2014   | Balmy Beach          | 27 - 22 | Toronto Scottish |
| 2015   | Balmy Beach          | 27 - 15 | Toronto Scottish |
| 2016   | -                    | -       | -                |

## Palmarès de laMarshall Championship 1st Team
| Saison | Vainqueur | Score       | Finaliste |
| ------ | --------- | ----------- | --------- |
| ...    | -         | -           | -         |
| 2010   | -         | Round-robin | -         |
| 2011   | -         | Round-robin | -         |
| 2012   | -         | Round-robin | -         |
| 2013   | -         | Round-robin | -         |
| 2014   | -         | Round-robin | -         |
| 2015   | -         | Round-robin | -         |
| 2016   | -         | -           | -         |